# Cymbopogon coloratus
Cymbopogon coloratus är en gräsart som först beskrevs av Joseph Dalton Hooker, och fick sitt nu gällande namn av Otto Stapf. Cymbopogon coloratus ingår i släktet Cymbopogon, och familjen gräs. Inga underarter finns listade i Catalogue of Life.